# سيرتك
سيرتك (بالإنجليزية: CertiK)‏ هي شركة أمان لسلاسل الكتل، والتي تعتبر واحدة من أوائل الشركات التي تستخدم تقنية التحقق الرسمي في العقود الذكية وشبكات سلاسل الكتل. تأسست الشركة في عام 2018 من قبل أساتذة في جامعتي ييل وكولومبيا. والتي تقوم بعمليات تدقيق أمنية لبروتوكولات العملات المعماة والمحافظ والعقود الذكية، والتي تهدف الى الكشف عن الثغرات ونقاط الخلل الأمنية في تلك البروتوكولات، ولا تقوم الشركة بإصلاح تلك الثغرات، لكن تعمل على تقديم النصائح لإصلاحها، حيث ان الشركة تستخدم حالياً أكثر من 500 شركة من شركات سلاسل الكتل.